# Goeldia nigra
Goeldia nigra är en spindelart som först beskrevs av Cândido Firmino de Mello-Leitão 1917.  
Goeldia nigra ingår i släktet Goeldia och familjen stenspindlar. Inga underarter finns listade i Catalogue of Life.